# Donazione di Namo di Baviera
La Donazione di Namo di Baviera è un dipinto a olio su tela (520x402 cm) di Antonio Gandino, databile al 1605-1606 e conservato nella cappella delle Sante Croci del Duomo vecchio di Brescia, sulla parete destra.

## Storia
Le origini del dipinto si accomunano a quelle dell'Apparizione della Croce a Costantino di Grazio Cossali, che specchia la tela del Gandino sulla parete sinistra della cappella. Le due tele vengono inizialmente concepite come parte di un ciclo iconografico più ampio, così come si ricava da un documento dell'epoca reso noto nel 1990: i dipinti dovevano essere in totale cinque, raffiguranti l'Apparizione della Croce a Costantino, Sant'Elena ritrova la Croce a Gerusalemme, Carlo Magno riceve la reliquia della Croce da Costantino IV, Carlo Magno dona la reliquia della Croce a Namo di Baviera e Namo di Baviera dona la reliquia della Croce alla città di Brescia.
Il ciclo avrebbe così ricostruito, per fasi successive, la leggenda ritenuta alle origini della Reliquia Insigne, principale pezzo del tesoro delle Sante Croci del Duomo vecchio, conservato proprio all'interno della cappella delle Sante Croci che, all'inizio del Seicento, si stava restaurando. In realtà, vengono eseguiti solo il primo e l'ultimo episodio dell'elenco, affidando il primo a Grazio Cossali e il secondo ad Antonio Gandino. Non è nota documentazione in grado di chiarire il motivo di questa scelta, anche se, probabilmente, si privilegiò il grande formato delle tele in accordo con il gusto diffuso dalla cultura tardo manierista, incline ad apprezzare le grandi costruzioni scenografiche. Le ridotte dimensioni della cappella, infatti, avrebbero forzatamente ridotto le dimensioni di ogni singolo dipinto.
È noto l'anno di commissione dell'opera, il 1605, ma non la data di completamento. Dato che la tela di Grazio Cossali è firmata e datata 1606, e che il ciclo iconografico è stato commissionato ad entrambi i pittori nello stesso momento, è verosimile che anche l'opera del Gandino sia stata eseguita tra il 1605 e il 1606.

## Descrizione
Il dipinto raffigura l'episodio in cui Namo di Baviera, secondo la leggenda convertitosi al cattolicesimo dopo aver assistito a un miracolo durante la traslazione dei corpi dei santi Faustino e Giovita, dona al monastero dei Santi Faustino e Giovita la Reliquia Insigne, cioè una crocetta composta da tre frammenti ritenuti provenienti dalla Vera Croce. Namo di Baviera è raffigurato all'interno della chiesa annessa al monastero, rielaborata in stile classico, inginocchiato davanti all'arca sepolcrale dei due santi mentre, rivolto verso l'abate del monastero e ad altri dignitari, dona a questi la crocetta.
Dietro di lui, a destra del dipinto, è rappresentato parte del corteo processionale che seguì la traslazione dei due corpi dalla chiesa di San Faustino ad Sanguinem, sul quale svetta una lunga asta reggente la Croce del Campo e, poco più in basso, l'Orifiamma, lo stendardo comunale di Brescia. In basso è inginocchiato il paggio di Namo che regge la corona ducale, mentre in alto, in secondo piano, si scorge una cantoria occupata da un gruppo di musicanti.

## Stile
L'episodio narrato dal Gandino non puntualizza, come altri dipinti legati allo stesso tema, il momento del miracolo avvenuto vicino a Porta Bruciata, bensì l'evento successivo, cioè la donazione della Reliquia Insigne al cospetto dei patroni già traslati nella nuova arca. L'omissione, rilevabile già nell'elenco dei dipinti pensati per la cappella, è forse da attribuire alla volontà di rappresentare la storia della sola reliquia, registrandone i vari passaggi di proprietà (sant'Elena, Carlo Magno, Namo di Baviera) raccontati dalla leggenda, fino alla donazione al monastero dei santi patroni. Nel dipinto, secondo Renata Stradiotti (1986), il Gandino, "per la sonorità delle tinte cadenzate dal chiaroscuro dei volti, per la fastosità dei costumi dovuta più al gusto descrittivo che ad una ricchezza ostentata, per la complessità e l'affollamento della scena [...] si sia voluto misurare con i grandi teleri alla veneta".
Il risultato, infatti, appare immediatamente più apprezzato dalla letteratura artistica locale, caratterizzata da una cultura ancora fortemente rivolta verso Venezia: questo a differenza della contrapposta tela del Cossali, più stilisticamente avanzata e meno capita, inizialmente, nei suoi alti valori artistici. Il Gandino, qui come altrove, dimostra ancora una volta di saper comporre molto bene la tradizione morettesca con un manierismo di altrettanto solido spessore mutuato dalla lezione di Jacopo Palma il Giovane, della quale si avvale per le costruzioni plastiche delle figure, sempre caratteristiche nella sua produzione. A ciò si possono rilevare influssi emiliani nelle eleganti cadenze ispirate all'arte del Parmigianino, ma saldamente legate a un impianto di forte connotazione bresciana.
Prosegue la Stradiotti: "La narrazione è infatti personalissima, per quel modulo così elegantemente allungato delle figure [...], per l'architettura tutta bresciana e quasi bagnadoriana, che se da un lato incombe sul folto gruppo di astanti, dall'altro sfonda nella parte alta attraverso la finestra aperta verso il cielo grigio-azzurro; pretesto che immette nell'interno una luce perlacea la quale spiove ad attutire ciò che poteva essere troppo coloristicamente violento". Impronta romaniniana è infine leggibile nel gruppo di musicanti sulla cantoria in secondo piano, gruppo anch'esso affollato che sottolinea la festosità dell'evento.